# کلوییم
کلوییم یک روستا در ایران است که در دهستان چورزق واقع شده‌است. کلوییم ۴۷۳ نفر جمعیت دارد.
روستای کلوئیم در کنار رودخانه قزل اوزن قرار دارد
دارای اب هوای نسبتا گرم است.
معروفترین میوهای این روستا انجیر انار زردالو انگور و زیتون است.
پیشنهاد میشه حتما سر زده بشه